# Dead Dead Demon's Dededede Destruction
Dead Dead Demon's Dededede Destruction (デッドデッドデーモンズデデデデデストラクション Deddo Deddo Dēmonzu Dededededesutorakushon?) es un manga seinen escrito e ilustrado por el japonés Inio Asano. La trama se centra en la vida de dos chicas adolescentes en un mundo en el que Tokio ha sido invadido por gigantescos platillos volantes. Fue publicada entre el 28 de abril de 2014 y el 28 de febrero de 2022 en la revista Big Comic Spirits de la editorial Shōgakukan y compilada en un total de 12 volúmenes.
Una adaptación cinematográfica de anime en dos partes producida por Production +h. estrenó su primera parte en marzo de 2024 y la segunda parte se estrenó en mayo del mismo año. Una adaptación de las películas en formato ONA de 18 episodios, comenzó a transmitirse en todo el mundo en Crunchyroll en mayo a septiembre de 2024.

## Sinopsis
Una gran nave espacial aparece sobre Tokio tres años antes de que comience la historia. Se produce una guerra unilateral contra los alienígenas aparentemente inofensivos, lo que genera controversia y pacifismo.
A pesar de este acontecimiento único y trágico, las chicas de secundaria Koyama Kadode y Nakagawa Ouran se comportan como si nada hubiera cambiado. Viven sus días como siempre lo han hecho. El foco de esta historia no es la invasión alienígena, sino la naturaleza humana, el diálogo, el crecimiento y la vida.

## Personajes
Kadode Koyama (小山 門出 Koyama Kadode?)
 Seiyū: Lilas Ikuta
Ouran Nakagawa (中川 凰蘭 Nakagawa Ouran?)
 Seiyū: ano.
Kiho Kurihara (栗原 キホ Kurihara Kiho?)
 Seiyū: Atsumi Tanezaki
Ai Demoto (出元 亜衣 Demoto Ai?)
 Seiyū: Miyuri Shimabukuro
Rin Hirama (平間 凛 Hirama Rin?)
 Seiyū: Saeko Ooki
Futaba Takemoto (竹本 ふたば Takemoto Futaba?)
 Seiyū: Azumi Waki
Makoto Tainuma (田井沼 マコト Tainuma Makoto?)
 Seiyū: Ryoko Shiraishi
Keita Ōba (大葉 圭太 Ōba Keita?)
 Seiyū: Miyu Irino
Kenichi Kohiruimaki (小比類巻 健一 Kohiruimaki Kenichi?)
 Seiyū: Koki Uchiyama
Naoki Watarase (渡良瀬 直樹 Watarase Naoki?)
 Seiyū: Taito Ban]
Hiroshi Nakagawa (中川 ひろし Nakagawa Hiroshi?)
 Seiyū: Junichi Suwabe
Nobuo Koyama (小山 ノブオ Koyama Nobuo?)
 Seiyū: Kenjiro Tsuda
Isobeyan (イソベやん?)
 Seiyū: Tomokazu Sugita
Debeko (デベ子?)
 Seiyū: Tarako
Isobeyan (イソベやん?)
 Seiyū: Tomokazu Sugita
Debeko (デベ子?)
 Seiyū: Tarako
Cabeza de los Alienígenas
 Seiyū: Naoto Takenaka
Ojiro-senpai (尾城先輩?)
 Seiyū: Chiharu Sawashiro
Hikari Sumaru (須丸光 Sumaru Hikari?)
 Seiyū: Saori Ōnishi
Takarada (宝田?)
 Seiyū: Kenichirō Matsuda
Tarō Miura (三浦太郎 Miura Tarō?)
 Seiyū: Kengo Kawanishi
Ogino (荻野?)
 Seiyū: Masafumi Kobatake

## Contenido de la obra

### Anime
En marzo de 2022, se anunció que la serie recibirá una adaptación al anime producida por Production +h. Más tarde se confirmó que era una adaptación cinematográfica de dos partes dirigida por Tomoyuki Kurokawa, con un guion de Reiko Yoshida, diseños de personajes y dirección principal de animación de Nobutaka Ito y música compuesta por Taro Umebayashi. La primera parte se estrenó en los cines japoneses el 22 de marzo de 2024. La segunda parte estaba originalmente programada para el 19 de abril, pero luego se retrasó hasta el 24 de mayo para mejorar la calidad de la película.
En mayo de 2024, Crunchyroll anunció una edición de la serie de Original Net Anime (ONA) de 18 episodios. La serie comenzó a transmitirse en todo el mundo en el sitio web el 23 de mayo de 2024, y cuenta con nuevas escenas que no se muestran en la adaptación cinematográfica.

## Recepción
Dead Dead Demon's Dededede Destruction se ubicó en el lugar número 18 del ranking de los top 20 mangas para lectores hombres de  la Kono Manga ga Sugoi! de Takarajimasha del año 2016. En el 2021, junto con Hakozume: Kōban Joshi no Gyakushū, Dead Dead Demon's Dededede Destruction ganó el premio Shogakukan Manga Award de la edición número 66 en la catogoría de manga general.
El manga fue nominado para el Premio Eisner en la categoría de mejor edición estadounidense del material asiático internacional del 2019.